# 吉見氏
吉見氏（よしみし）は、日本の氏族。
藤原北家秀郷流小山氏支流。
小山政光の庶子・吉見朝信（次郎・三郎）を祖とする。
丹波国の吉見氏。
秩父平氏の秩父氏（畠山氏）の一族と見られる資重（愛宕三郎）が同国氷上郡または天田郡吉見郷を本貫とした。
菅原姓の吉見氏。
清和源氏の吉見氏。
下記の本項で述べる。
吉見氏（よしみし）は、日本の武家。本姓は源氏。家系は清和源氏（河内源氏）の棟梁源義朝の六男で、鎌倉幕府初代将軍源頼朝の庶弟にあたる三河守源範頼を祖とする。通字として「頼」（より）のほか、範頼の「範」（のり）や源氏の通字である「義」（よし）などの人名も見られる。

## 概要
範頼は武蔵国横見郡吉見郷を領して吉見御所と尊称されていた。範頼は謀反の疑いで伊豆国に配流されるが、その次男の範圓（はんえん）・三男の源昭（げんしょう）が外曾祖母である比企尼から、横見郡吉見庄を分与された。範圓の子である吉見為頼に至って、吉見を名字とした。子孫は御家人として存続し、吉見氏と称した。
子孫の一人である吉見頼行は能登吉見氏の庶家で、石見国吉賀郡の地頭職を得て下向したものである。石見吉見氏は木部・津和野・吉賀地方の在地領主を被官化しつつ次第に勢力を拡張し、隣接する強豪の益田氏と拮抗する有力領主に成長した。戦国時代には、大内氏・毛利氏の影響下におかれ、江戸時代には毛利氏の家臣として組み込まれたが、まもなく粛清された。

## 吉見氏嫡流の隆盛と衰亡
頼朝は平家の滅亡後、源氏一門の多くを謀反の罪として処刑し、吉見氏の祖である範頼もその例に漏れなかったが、子孫は源氏の名門として存続。執権北条氏が幕府の実権を握った後も命脈を保っていた。
しかし、北条氏が武蔵の在地勢力を冷遇したためか、為頼3代の子孫・義世は謀反を企み、事前に発覚したため、処刑される。その弟である義成、通任（通経）らも義世の与党として流刑となり、義世の子である尊頼も渋川氏に養子入りしていたため、吉見氏嫡流の命脈は絶えた。
宗家の家督と武蔵の所領は、2代・義春の弟で能登国の住人となっていた吉見頼宗の子、すなわち義春の甥である頼隆の系統に引き継がれた。これらは能登吉見氏、武蔵吉見氏と呼ばれる。

## 石見吉見氏
石見吉見氏は範圓の庶子の系統だが、頼円に至るまでの系譜は明らかでない。
吉見氏は後醍醐天皇の挙兵に際し、朝廷方について戦った。この時の家督は吉見頼直であったと思われる。しかし、後醍醐天皇と足利尊氏との間に亀裂が生じ、南北朝時代に入ると、頼直は北朝・足利方につく。
室町幕府の成立後、吉見氏は足利氏の一門として遇せられるが、本来は源義国流である筈の足利氏流に該当しない吉見氏が加えられた背景としては、吉見氏だけが南北朝期まで存続していた唯一の源義朝の末裔（頼朝一族の末裔）として重んじられた結果であったとされている。また、丹波国の波多野清秀も吉見氏の庶流である。
代々、石見国津和野を領して、益田氏と共に石見の二大国人として名を馳せた。吉見頼興は足利義稙と義澄による家督争いにおいては、義稙方である大内義興に従い、京都船岡山合戦において活躍した。頼興の子である正頼は吉見氏としては庶流の系統であるが、有力国人として大内義興の娘婿となる。その関係もあり、義興の子・義隆が守護代・陶隆房の謀反によって死亡し、大内氏を義長が継ぐと、これに反発して反陶の兵を挙げ、陶軍と戦っている。その後、毛利氏に従った。
江戸時代初め、当主の吉見広長が謀反の疑いで、主君の毛利輝元に誅殺されたことにより、吉見氏は事実上滅亡した。その後、吉見氏は吉川広家の子・就頼が継承したが、やがて就頼は毛利姓に復して大野毛利家を興したため、吉見氏は名実ともに断絶した。

## 吉見氏系譜

### 系譜
- 吉見氏嫡流
源範頼-範圓-吉見為頼-吉見義春-吉見義世-吉見尊頼（渋川義宗）（渋川直頼の養子となり断絶）
- 武蔵吉見氏
吉見為頼-吉見頼宗-吉見頼有-吉見頼継-吉見範義-吉見頼代-吉見義永-吉見頼久
- 能登吉見氏
吉見為頼-吉見頼宗-吉見頼隆-吉見氏頼-吉見詮頼=吉見義範（詮頼弟）-吉見満隆-吉見家貞-吉見家仲-吉見元家-吉見義隆
- 石見吉見氏
範圓---吉見頼円-吉見為忠-吉見頼忠-吉見頼行-吉見頼直-吉見直頼-吉見弘信-吉見頼弘-吉見成頼-吉見頼興-吉見正頼-吉見広頼-吉見広長

### 吉見一族の実名と偏諱
| 族   | 人名     | 偏諱を与えた人物                               | 備考欄                                                                             |
| ---- | -------- | ---------------------------------------------- | ---------------------------------------------------------------------------------- |
| 武蔵 | 吉見尊頼 | 後醍醐天皇（諱:尊治）                          | のち渋川直頼の養子となって義宗に改名。                                             |
| 能登 | 吉見頼宗 | 執権・北条時宗または能登守護・名越宗長         | 頼宗の息女は名越宗長室。                                                           |
| 能登 | 吉見氏頼 | 将軍・足利尊氏                                 | 南北朝動乱期の能登守護。                                                           |
| 能登 | 吉見詮頼 | 将軍・足利義詮                                 | 室町幕府奉公衆の一員。                                                             |
| 能登 | 吉見満隆 | 将軍・足利義満                                 |                                                                                    |
| 能登 | 吉見国頼 | 能登守護・畠山基国                             | 国頼は氏頼の甥（弟・義頼の子）。                                                   |
| 能登 | 吉見家貞 | 管領・畠山満家                                 | 満家は基国の子。満家の弟・満慶は能登畠山氏の祖。                                   |
| 能登 | 吉見氏範 | 鎌倉公方・足利持氏またはその子で古河公方の成氏 | 氏範は家貞の弟。また、娘が足利成氏室と伝わる。                                     |
| 能登 | 吉見統頼 | 能登守護・畠山義統                             | 統頼の父は、国頼の子・頼経とされる。                                               |
| 能登 | 吉見統範 | 能登守護・畠山義統                             | 父・統頼と親子二代で義統から偏諱を賜る。                                           |
| 因幡 | 吉見政家 | 将軍・足利義政                                 | 政家は家貞の次男・家朝の子。室町幕府奉公衆の一員。                                 |
| 石見 | 吉見弘家 | 石見守護・大内弘世                             |                                                                                    |
| 石見 | 吉見成頼 | 将軍・足利義成（義政）                         | 応仁の乱時の当主。                                                                 |
| 石見 | 吉見頼興 | 石見守護・大内義興(?)                          |                                                                                    |
| 石見 | 吉見隆頼 | 石見守護・大内義隆                             | 妻は義隆の姉・大宮姫（隆頼早世後はその弟・正頼に再嫁）。                           |
| 石見 | 吉見正頼 | 石見守護・大内義隆                             | 「正」字の偏諱の可能性が高い。隆頼の弟。妻は大宮姫。                               |
| 石見 | 吉見広頼 | 毛利氏                                         | 隆頼の弟・正頼の子。毛利氏（元就か）よりその祖先・大江広元の｢広｣の字を与えられる。 |
| 石見 | 吉見元頼 | 毛利輝元                                       | 広頼の子。                                                                         |
| 石見 | 吉見広長 | 毛利氏                                         | 長次郎、広頼の次男。                                                               |
| 石見 | 吉見就頼 | 毛利秀就                                       | 吉川広家の子で一時期広頼の婿養子。初名は政春。大野毛利家の祖。                     |
| 石見 | 吉見弘頼 | 石見守護・大内政弘                             | 吉見氏庶流、奉行人。三郎右衛門尉。一時期"喜什"を名乗る。頼郷の父ヵ。               |
| 石見 | 吉見興成 | 石見守護・大内義興                             | 吉見氏庶流、義興側近。源右衛門尉。頼興の子ではない。                               |